# Subsecretaría de Energía de Chile
La Subsecretaría de Energía de Chile es la subsecretaría de Estado dependiente del Ministerio de Energía es la responsable de elaborar y coordinar, de manera transparente y participativa, los distintos planes, políticas y normas para el desarrollo del sector energético del país, y así asegurar que todos los chilenos y chilenas puedan acceder a la energía de forma segura y a precios razonables. Al subsecretario le corresponde ejercer como asesor, consejero y colaborador director del ministro de Energía, así como reemplazarlo en caso de vacancia o ausencia temporal en el país o viaje a alguna región. Desde el 10 de marzo de 2023, el subsecretario respectivo es Luis Felipe Ramos, actuando bajo el gobierno de Gabriel Boric.
Nació el 1 de febrero de 2010 como organismo autónomo luego de años de ser parte del Ministerio de Minería.

## Organización
La Subsecretaría de Energía está compuesta por las Oficinas de Autoría y, Planificación y Control de Gestión, además de nueve divisiones:
- División Jurídica
- División de Administración y Finanzas
- División de Desarrollo de Proyectos
- División de Acceso y Desarrollo Social
- División de Prospectiva y Análisis de Impacto Regulatorio
- División de Participación y Relacionamiento Comunitario
- División de Energías Sostenibles
- División de Mercados Energéticos
- División Ambiental y Cambio Climático

## Subsecretarios
| Retrato | Subsecretario/a             | Partido | Partido | Inicio               | Final                | Presidente | Presidente                 |
| ------- | --------------------------- | ------- | ------- | -------------------- | -------------------- | ---------- | -------------------------- |
|         | Mariana Soto Espinosa       |         | Ind.    | 1 de febrero de 2010 | 11 de marzo de 2010  |            | Michelle Bachelet Jeria    |
|         | Jimena Bronfman Crenovich   |         | Ind.    | 11 de marzo de 2010  | 2 de febrero de 2011 |            | Sebastián Piñera Echenique |
|         | Sergio del Campo Fayet      |         | UDI     | 2 de febrero de 2011 | 11 de marzo de 2014  |            | Sebastián Piñera Echenique |
|         | Jimena Jara Quilodrán       |         | PPD     | 11 de marzo de 2014  | 11 de marzo de 2018  |            | Michelle Bachelet Jeria    |
|         | Ricardo Irarrázabal Sánchez |         | UDI     | 11 de marzo de 2018  | 31 de julio de 2019  |            | Sebastián Piñera Echenique |
|         | Francisco Javier López Díaz |         | Ind.    | 31 de julio de 2019  | 11 de marzo de 2022  |            | Sebastián Piñera Echenique |
|         | Julio Maturana França       |         | PCCh    | 11 de marzo de 2022  | 10 de marzo de 2023  |            | Gabriel Boric              |
|         | Luis Felipe Ramos           |         | PL      | 10 de marzo de 2023  | En el cargo          |            | Gabriel Boric              |